# Палац Галерія
Палац Галерія — колишня споруда та археологічна пам'ятка в сучасному місті Салоніки в Греції. Палац побудований римським імператором Сходу Галерієм як його друга резиденція після Сірмія наприкінці 290-х років у рамках більшого комплексу, до якого також належать Арка і гробниця Галерія. Розташований на Площі Навариноу на південному сході міста, в історичному центрі.
Палац був вперше розкопаний і досліджений данським археологом Ейнаром Диггве 1939 року. Детально руїни дослідив у 1950-1971 роках грецький археолог Харлампос Макаронас.
Проєкт реставрації та музеєфікації палацу Галерія отримав премію «Europa Nostra Awards» у 2008 році.